# Vlastimil Doubrava
Vlastimil Doubrava (* 4. září 1945) byl český politik, v 90. letech 20. století poslanec České národní rady a Poslanecké sněmovny za ČSSD, pak za ODS.

## Biografie
Po sametové revoluci se zapojil do politického života. Patřil mezi zakládající osobnosti Občanského fóra v Pardubicích. V roce 1990 se stal předsedou ONV Pardubice. V prosinci 1990 se pak jeho osoba stala předmětem sporu mezi pardubickými aktivisty Občanského fóra a ostatních stran, protože strany mimo OF navrhly Doubravu i na post přednosty nově zřízeného okresního úřadu, zatímco OF jeho nominaci odmítalo. Nakonec se přednostou OÚ Doubrava nestal.
V únoru 1990 zasedl v České národní radě v rámci procesu kooptací do ČNR coby bezpartijní poslanec. Zasedal zde jen několik měsíců do voleb v roce 1990. Znovu se do ČNR vrátil až ve volbách v roce 1992, nyní jako poslanec za ČSSD (volební obvod Východočeský kraj). Zasedal ve výboru pro právní ochranu a bezpečnost.
Od vzniku samostatné České republiky v lednu 1993 byla ČNR transformována na Poslaneckou sněmovnu Parlamentu České republiky. V ní zasedal do konce funkčního období, tedy do voleb v roce 1996. V parlamentu se zaměřoval na bezpečnostní tematiku. Od května 1994 vedl orgán sněmovny pro kontrolu BIS.
Během volebního období se rozešel se svou stranou. Ještě v červenci 1994 se stal místopředsedou poslaneckého klubu sociální demokracie. V říjnu 1994 ovšem opustil klub ČSSD a zasedal dočasně jako nezařazený poslanec. Důvodem k odchodu z ČSSD byl fakt, že ho pardubická organizace nezařadila na kandidátní listinu pro komunální volby roku 1994. Rozhodl se proto, že v nich bude kandidovat na listině Občanské demokratické aliance (ve volbách ale nebyl zvolen) a sám vystoupil z ČSSD. V roce 1994 podpořil jako nezařazený poslanec přijetí státního rozpočtu na rok 1995. V září 1995 přestoupil do poslaneckého klubu ODS.
V roce 2007 se Vlastimil Doubrava uvádí jako předseda Muzejního spolku v Pardubicích.